# Джеджула Андрій Володимирович
Джеджула Андрій Володимирович (нар. 29 серпня 1975, Київ, УРСР, СРСР) — український актор театру та кіно, телерадіоведучий та шоумен. З 2020 по 2022 рік був одним із ведучих російськомовного телеканалу для окупованих територій «Дім/Дом» та каналу державного іномовлення України UATV. Пізніше з 2023 року став ведучим телеканалу «Київ».

## Життєпис
Андрій Джеджула народився 29 серпня 1975 року у Києві в сім'ї Катерини Олександрівни та Володимира Володимировича. Має старшу сестру Світлану Маєвську. Вчився у Київській школі № 191, яку закінчив у 1992. 2012 року невдало балотувався до Верховної Ради 7-го скликання від партії «Зелені».

### Освіта
1992—1997 навчався у Київському інституті міжнародних відносин КНУ ім. Шевченка.
2002—2004 навчався у Школі акторської майстерності при кіностудії Олександра Довженка.
2004—2006 навчався у Державній академії керівних кадрів культури і мистецтв.

### Кар'єра
Після завершення університету Андрій 4 роки працював у Міністерстві закордонних справ, у віці 25 років пішов у шоу-бізнес.
У 2005 — заснував івент агенцію «Djedjula MUSIC».

#### Радіо
Автор і ведучий «Перший поцілунок» та «Pick up time» на радіостанції Kiss FM. Supernova, «Джеджула + Настя» на Europa FM, «Жорстокі ігри» на Європа плюс, а також ранкового шоу «Поїхали» на Авторадіо.

#### Телебачення
Ведучий програм:
2007 — «Погода на курортах» на 5-му каналі (Україна);
З 2010 року — «Сніданок з 1+1» в парі з Лідією Таран, «Джеджула & Со» на ОТВ і НТН, шоу «Мокрий зорепад» на К1 та Кінофайли на 2+2, розважальне ігрове ток-шоу «Хто вартий більшого?» на телеканалі Україна, «Богиня шопінга» на телеканалі ТЕТ. Брав участь в танцювальному шоу «Пристрасті на паркеті».
2020—2022 — ведучий новин на телеканалах Дім/Дом та UATV.
З 2023 року — ведучий телеканалу Київ.

#### Театр
Був актором муніципального театру «Київ», грає в антрепризних спектаклях. Головні ролі у таких виставах як: «Ілюзія Обману» «Фракція», «Прими», «Антріос і Чоловіки», «Ніч прозріння або Штани», «За двома зайцями», «Дракон», «Шерше Ля Фам», «Ну, Здрастє» тощо.

#### Кіно
Джеджула зіграв понад 20 ролей в кіно. Зокрема у 2013 році Андрій отримав головну роль у фільмі Віталія Потруха «Загублене місто».
У 2016 році — зіграв Марата в українсько-литовській комедії Ніч святого Валентина.
У 2020 році — в кінотеатрах відбулась прем'єра комедії «Гола правда» з Андрієм Джеджулою у головній ролі.

## Родина та особисте життя
Мати — Катерина Олександрівна — народилась 10 листопада 1949 року у Київській області, працювала в університеті ім. Шевченка. Була директоркою студентського містечка і проректоркою Вищої школи права, померла 8 березня 2016 року.
Батько — Володимир Володимирович Джеджула — народився 4 травня 1943 року у Києві, понад 20 років працював керівником з налагодження телекомунікацій у місті Якутськ, Росія. З 1998 року був виконавчим директором кровельної компанії «Центр». Помер 7 січня 2022 року.
У 2006 році познайомився з Сантою Дімопулос, з того часу пара жила у цивільному шлюбі, 29 жовтня 2008 року у них народився син Даніель Джеджула. У травні 2010 року Санта та Андрій розлучились. Даніель на даний момент живе з батьком у Києві! 
У вересні 2016 року познайомився з Юлією Леус. 14 жовтня 2017 року пара одружилася, У серпні 2019 року розлучилась, але 31 грудня 2019 року одружились вдруге. 25 лютого 2021 у пари народилась донька — Адель Джеджула. Остаточно пара розлучилася у 2021 році. Батьки Адель судилися за неї близько 2х років і врешті решт Верховний Суд України став на бік батька і Адель за рішенням суду, яке є остаточним половину часу проживає із батьком!
У жовтні 2021 Андрій Джеджула познайомився з майбутньою дружиною, та втретє одружився у 2025 році (особу своєї дружини він приховує і вважає особистим). А 22 червня 2025 у пари народилася донька Емілія Джеджула!
Сестра Андрія Джеджули - Світлана Маєвська.
Брат Андрія Джеджули — Сіньковський Юрій Олександрович — полковник Збройних сил України, офіцер 40-го окремого мотопіхотного батальйону, ветеран АТО.

## Фільмографія
| Рік  | Назва                 | Роль                                                 | Режисер(ка)                                        | Студія                       |
| 2021 | Стоп Корупція         | Камео                                                | Андрій Оленич                                      |                              |
| 2020 | Кандидат              | Головний герой                                       | Павло Потатуєв                                     | 1+1 media                    |
| 2020 | Се Ля Ві              | Власник нічного клубу                                | Максим Мехеда                                      |                              |
| 2020 | Роман з детективом    | Жилін                                                | Аліна Чеботарьова                                  | Film.UA                      |
| 2019 | Реальна Містика       | Біс Порадько                                         | Єлізавета Хоменко                                  | Теле Про                     |
| 2018 | Гола Правда           | Костя                                                | Олександр Бєляк                                    | Vait Films                   |
| 2017 | Пташка співоча        | Син мера                                             | Мирослав Малич                                     | Канал Україна                |
| 2016 | Нитки долі            | Єгор Барковський                                     | Олександр Тименко, Єва Стрельникова, Марія Ткачева | FILM.UA                      |
| 2016 | Вікно у життя         | Янгол і демон                                        | Максим Паперник, Анатолій Григор'єв                | FILM.UA                      |
| 2016 | Ніч Святого Валентина | Продюсер Марат                                       | Карл Якін                                          | Tauras Films                 |
| 2015 | Загублене місто       | Мародер                                              | Віталій Потрух                                     | Кіностудія імені О. Довженка |
| 2015 | Анка з Молдаванки     | Французький моряк                                    | Володимир Янщук                                    |                              |
| 2015 | Майор і магія         | Некий Белуга                                         | Володимир Мельниченко                              | FILM.UA                      |
| 2013 | Брат за брата — 3     | Олексій Борисович Кущаєв — власник комбінату         | Олег Туранський                                    | StarMedia на замовлення НТВ  |
| 2013 | Бомба                 | Начальник відділу контррозвідки ФБР Сільвіо Родрігез | Олег Фесенко                                       | StarMedia                    |

## Нагороди
2008 — «Золотим Пером» нагороджене вечірнє шоу «Джеджула + Настя», радіостанція «Європа ФМ».
Нагороджений медаллю УПЦ КП «За жертовність та любов до України».
Нагороджений медаллю 40-го батальйону «Кривбас».

## Хобі
Центральний нападник в аматорській баскетбольній команді «Джеджула Мьюзік».
12 років був солістом у фольклорно-етнографічному ансамблі «Веснянка» КНУ Шевченка.
Нападник ФК «Маестро», любить подорожі, танці та екстремальні види спорту.